# Vliegramp op de Kebnekaise
De Vliegramp op de Kebnekaise was een vliegtuigongeluk met een Lockheed Martin C-130J Super Hercules van de Noorse luchtmacht op 15 maart 2012. Het vliegtuig met vijf inzittenden was onderweg van Evenes in Noorwegen naar Kiruna in Zweden. Om 14:56 verdween het vliegtuig opeens van de radar in de buurt van de Kebnekaise, de hoogste berg van Zweden. Op 17 maart werden de wrakstukken gevonden, alle inzittenden waren overleden.
In de avond van 17 maart werd de zoektocht naar overlevenden gestaakt, het vliegtuig was helemaal uit elkaar gespat terug gevonden, waarschijnlijk veroorzaakt door het neerstorten en de explosie die daardoor werd veroorzaakt. Door het gebruik van reddingshonden werden verschillende lichamen teruggevonden.
Als oorzaak van het ongeval werd aangegeven:
(en) The accident was caused by the crew on HAZE 01 not noticing the shortcomings in the clearances issued by the air traffic controllers and to the risks of following these clearances, which resulted in the aircraft coming to leave controlled airspace and be flown at an altitude that was lower than the surrounding terrain
De gegeven klaring van de verkeersleiding hield onvolkomenheden in (niet door de bemanning opgemerkt) die resulteerden in het verlaten van gecontroleerd luchtruim en in een te lage vlieghoogte van het vliegtuig ten opzichte van het omringende terrein.